# 100% prirodno
100% prirodno je prvi studijski album splitskog punk metal sastava Đubrivo.
Objavljen je 1. travnja 2007. pod izdavačkom kućom Menart, nakon što su 13 godina svirali na mnogim koncertima, te objavili par demosnimki.

## Popis pjesama
| 1.    | »Đubrad«                                                  | 0:28 |
| 2.    | »Večera uz svijeće«                                       | 2:05 |
| 3.    | »Porno star«                                              | 2:45 |
| 4.    | »Vaša kćerka«                                             | 2:14 |
| 5.    | »Šta je?«                                                 | 3:11 |
| 6.    | »Peta zona«                                               | 3:24 |
| 7.    | »Napokon silovana«                                        | 3:32 |
| 8.    | »Samo reci da«                                            | 2:17 |
| 9.    | »Ubij se«                                                 | 1:21 |
| 10.   | »Zašto se ne pereš?«                                      | 2:47 |
| 11.   | »Zašto si podrignula?«                                    | 2:24 |
| 12.   | »Upri brale«                                              | 2:25 |
| 13.   | »It's OK«                                                 | 2:13 |
| 14.   | »Boca pive«                                               | 2:58 |
| 15.   | »Maljava Mare«                                            | 2:46 |
| 16.   | »Ja sam okorjelo đubre« (skrivena pjesma "Ilija" od 2:54) | 5:55 |
| 42:45 |                                                           |      |

## Vanjske poveznice
- Recenzija na muzika.hr  Arhivirana inačica izvorne stranice od 21. lipnja 2009. (Wayback Machine)